# Champclause
Champclause é uma comuna francesa na região administrativa de Auvérnia-Ródano-Alpes, no departamento de Alto Loire. Estende-se por uma área de 22,09 km². Em 2010 a comuna tinha 208 habitantes (densidade: 9,4 hab./km²).